# تپه ۱۴ کیلومتری غرب گرگان
تپه ۱۴ کیلومتری غرب گرگان مربوط به هزاره اول قبل از میلاد است و در شهرستان گرگان، روستای کفشگیری واقع شده و این اثر در تاریخ ۲۳ فروردین ۱۳۴۶ با شمارهٔ ثبت ۷۴۳ به‌عنوان یکی از آثار ملی ایران به ثبت رسیده است.